# Mario Mola Díaz

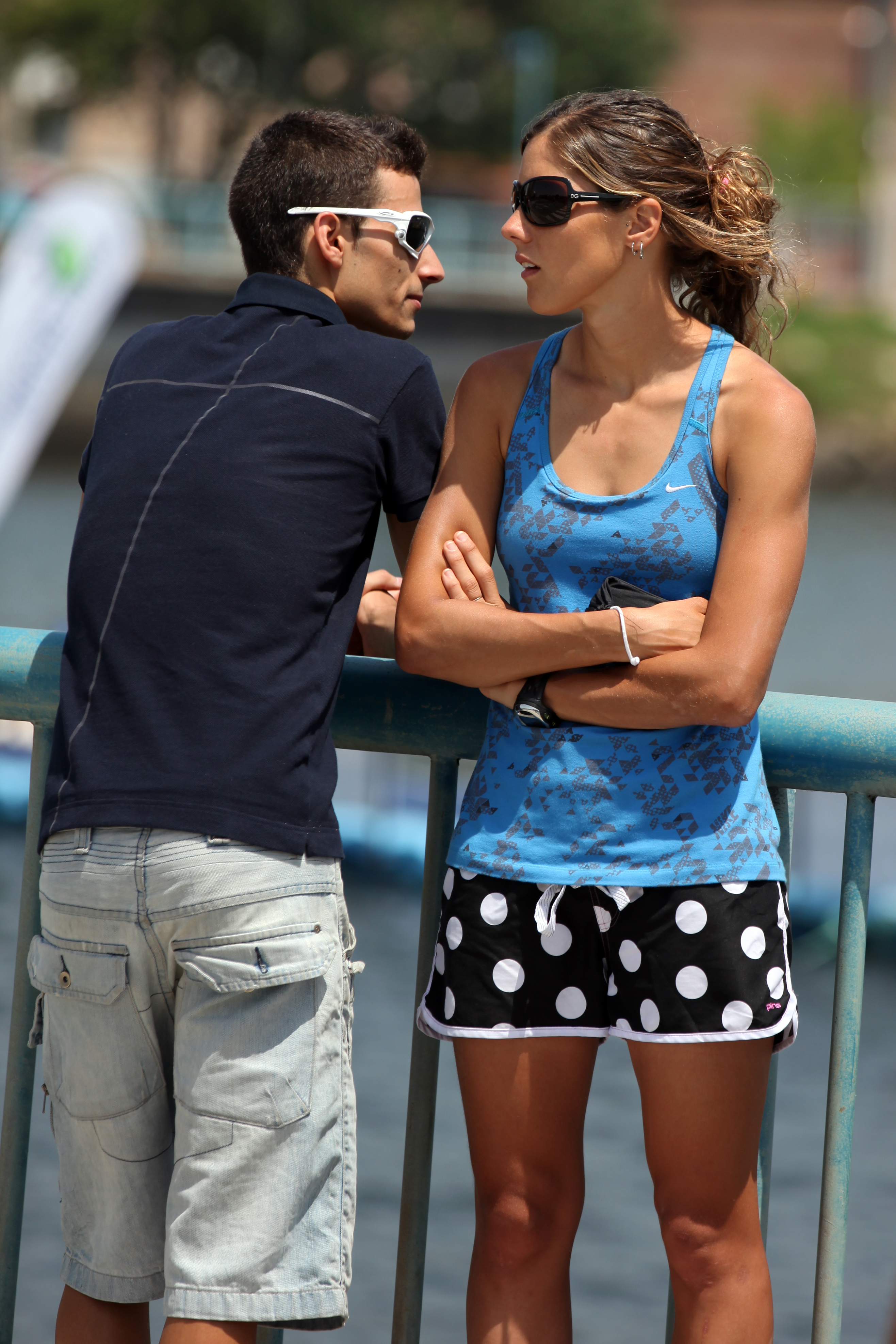
Mario Mola i Carolina Routier als Campionats d'Europa de Pontevedra el 2011.

Mario Mola Díaz (Calvià, 23 de febrer de 1990) és un triatleta professional espanyol. Tres vegades Campió del Món de triatló (2016, 2017 i 2018).
Es va iniciar des de petit en el món de l'esport, i abans dels 5 anys ja donava les seves primeres braçades a la piscina de Palma. El primer triatló es remunta a l'estiu del 2005, on va quedar en el tercer lloc en una cursa de la seva terra en la qual el triatleta olímpic Xavier Llobet, es va emportar la victòria.
Va realitzar diverses proves dins del calendari atlètic, tant en pista com en camp a través i va recollir diverses medalles en els dos campionats, aconseguint les millors marques nacionals de la seva categoria en 5000 m i 10000 m. Va participar en el campionat del món de camp a través, amb la peculiaritat de finalitzar com segon corredor europeu de la prova, per darrere de l'enorme massa d'atletes africans que el van relegar més enllà del lloc 50.
El primer dels seus grans èxits en triatló va ser el títol de Campió del Món en categoria júnior a Gold Coast (Austràlia) l'any 2009; seguit pel Subcampionat del món de duatló i Subcampionat d'Europa de triatló.
Mario ha participat en molts i nombrosos campionats nacionals i internacionals; va competir per primera vegada amb la selecció espanyola l'any 2006, l'any 2010 va participar amb l'equip absolut en el circuit del campionat del món i l'any 2012 es va classificar pels Jocs Olímpics de Londres 2012, on va quedar en una 19a posició, essent l'esportista més jove en participar.
Un any més tard va assolir la tercera plaça al Campionat del Món de Triatló a Londres. Va ser l'any 2014 on Mola es va consagrar com un assidu als podis de les Series Mundials, quedant Subcampió del Món de Triatló en dues ocasions: 2014 i 2015.
Al 2016 va participar en els seus segons Jocs Olímpics a Rio de Janeiro, on va obtenir un diploma olímpic. Aquell mateix any va aconseguir el seu primer títol mundial a Cozumel (Mèxic),
En Mario torna a guanyar el Campionat del Món de Triatló els anys 2017 i 2018, convertint-se d'aquesta manera en TRI Campió del Món per tercera vegada consecutiva.

## Classificacions més importants[3]

### Any 2018
- Campió del Món de Triatló a Gold Coast (Austràlia)

### Any 2017
- Campió del Món de Triatló a Rotterdam (Països Baixos)

### Any 2016
- Campió del Món de Triatló a Cozumel (Mèxic)

### Any 2015
- Subcampió del Món de Triatló a Chicago (Estats Units)

### Any 2014
- Subcampió del Món de Triatló a Edmonton (Canadà)

### Any 2013
- 3ra posició Campionat del Món de Triatló a Londres (UK)

### Any 2012
- 19è Jocs Olímpics, Londres

### Any 2011
- 1r Copa Panamericana, Salines

### Any 2010
- 5è Sèries Mundials, Londres
- 1r Copa d'Europa, Quarteira
- 2n Copa d'Europa, Pontevedra

### Any 2009
- Campió del Món Júnior de Triatló a Gold Coast (Austràlia)
- Subcampió del Món Júnior de Duatló
- Subcampió d'Europa Júnior de Triatló

### Any 2008
- Campió del Món Júnior de Duatló per Relleus
- Campió d'Europa Júnior de Duatló per Relleus
- Subcampió d'Europa Júnior de Duatló
- 5è Campionat del Món Júnior de Duatló
- Subcampió d'Espanya Absolut d'Aquatló

### Temporades anteriors
- Campió d'Espanya Cadet (2006) i Júnior (2007, 2008) de Triatló
- Subcampió d'Espanya Cadet (2006) i Júnior (2007, 2008, 2009) de Duatló

### Atletisme
- Subcampió d'Espanya Promesa de Cross (2010)
- Campió d'Espanya Júnior de 5000 m (2009)
- Campió d'Espanya Júnior de Cros (2009)
- Subcampió d'Espanya Júnior de 3000 m en Pista Coberta (2009)
- 5è Campionat d'Europa Júnior de 10000 m (2009)
- Subcampió d'Espanya Júnior de 5000 m (2008)
- Subcampió d'Espanya Juvenil de 3000 m en Pista Coberta i Aire Lliure (2007)